# Sebalder Pfarrhof (Norymberga)
Plebania św. Sebalda (Sebalder Pfarrhof) – gotycki budynek położony w Norymberdze przy placu Albrecht-Dürer-Platz, w Niemczech. Dom jest dawną plebanią z XIV wieku należącą do kościoła św. Sebalda. Charakterystyczny jest przede wszystkim gotycki wykusz Chörlein. Oryginał został przeniesiony do Germańskiego Muzeum Narodowego. W budynku znajduje się replika z 1898 roku.